# Salsa americana

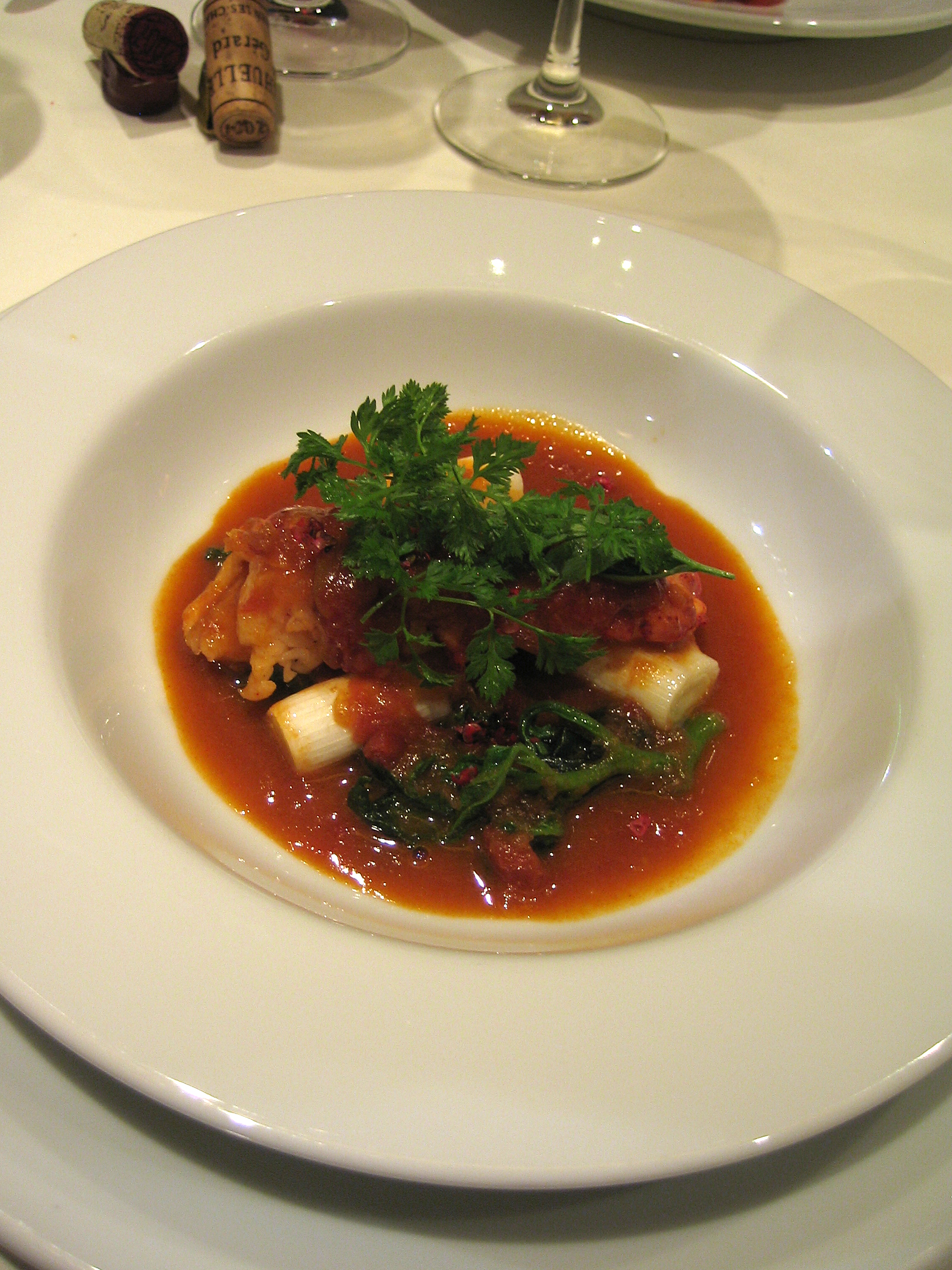
Homard à l'américaine («bogavante a la americana»).

La salsa americana (en francés sauce à l'américaine o sauce à l'armoricaine) es una salsa hecha con un fumet de mariscos aromatizado con tomates, ajo, cebolla, coñac y vino blanco.

## Historia
La salsa está basada en el plato "bogavante a la americana", también llamado "bogavante a la armoricana", divulgado en torno a los años 1870 por un cocinero francés, Pierre Fraisse, que había trabajado en Estados Unidos  —lugar que dio nombre a la receta, aunque existen discrepancias—. Era propietario de un restaurante en París, el Peter's. La receta nace una noche que se le habían agotado la mayoría de los productos, y que vinieron a cenar unos amigos suyos. Sólo tenía bogavantes destinados a ser servidos al día siguiente. Ante la falta de tiempo, Fraisse troceó los bogavantes y los rehogó en aceite de oliva. Los flambeó con coñac y los echó sobre un lecho de tomates, cebolla y ajo picado, antes de echar vino blanco y cocerlo todo a fuego vivo.
Sin embargo, existe cierta polémica sobre el verdadero origen del plato (del que se deriva la salsa del mismo nombre). En la Bretaña francesa, cuyo nombre original es en francés "Armorique" (Armórica), los pescadores tenían por costumbre de consumir trozos de bogavante o de langosta cocidos en sidra con coñac. Otras variantes en las que se echaba al caldo tomate, ajo, y vino del país aparte del coñac, existían en la región de Burdeos (bogavante a la bordelesa), en Provenza (bogavante a la provenzal) y en Cataluña (bogavante a la catalana), desde principios del siglo XVIII.
Estas recetas son variantes de la de Fraisse, y los cocineros actuales están cada vez más de acuerdo en reconocerle la autoría del bogavante o langosta a la americana. Por otro lado, Fraisse era meridional, de la ciudad de Sète, lo que corrobora el uso del tomate, una hortaliza prácticamente desconocida en la Bretaña del siglo XIX.

## Características de la salsa americana
Debido a la dificultad de conseguir bogavante o langosta, se suele recurrir a nécoras o a cigalas frescas con su caparazón. Después de machacarlas o cortarlas, se saltean y se flambean con coñac. Se añade el Mirepoix de verduras con las especias, se rehoga unos minutos y se cuece en vino blanco. El tiempo de cocción será de unos 20 o 25 minutos para conseguir un caldo concentrado, o fumet. Se filtra o se tritura con una batidora y se pasa por el chino. Esta última opción permite obtener un caldo más denso.
Según el uso que se quiere dar a la salsa, se puede utilizar tal cual o darle una consistencia más cremosa añadiéndole un roux o nata espesa.

## Platos con salsa americana
Los platos que llevan incorporada salsa americana son platos de pescados, crustáceos o cefalópodos; aunque también se lleva en platos cárnicos y con huevos.
Por su delicado sabor, esta salsa se suele emplear tal cual para acompañar todo tipo de pescados al horno o plancha, y de mariscos. También se puede añadir a arroces, fideuas, sopas, y platos con pescado y marisco. Sirve para ligar rellenos de pescado y darles consistencia, y en croquetas de marisco.

## Otros usos
En Chile se conoce como salsa americana una salsa creada con pepinillos, cebolla y zanahoria picados en delgadas partes, y marinado en vinagre.